# Jacob Hopkins
 (janvier 2020).
Si vous disposez d'ouvrages ou d'articles de référence ou si vous connaissez des sites web de qualité traitant du thème abordé ici, merci de compléter l'article en donnant les références utiles à sa vérifiabilité et en les liant à la section « Notes et références ».
Jacob Hopkins est un acteur américain né le 4 mars 2002 à San Francisco (Californie).

## Filmographie
| Année     | Titre                                          | Rôle                             | Notes                                           |
| --------- | ---------------------------------------------- | -------------------------------- | ----------------------------------------------- |
| 2007      | The Minis                                      | Brian                            |                                                 |
| 2010      | How I Met Your Mother                          | Billy                            | Épisode : "The Wedding Bride"                   |
| 2011      | Priest                                         | Garçon                           |                                                 |
| 2011      | Just a Little Heart Attack                     | Garçon                           | Court-métrage                                   |
| 2011      |                                                |                                  |                                                 |
| 2011      | RCVR                                           | Bobby                            | 6 épisodes                                      |
| 2012      | Supermoms                                      | Jake                             |                                                 |
| 2012      | True Blood                                     | Alexander Drew                   | 3 épisodes                                      |
| 2012      | Animal Practice                                | Connor                           | Épisode : "Clean-Smelling Pirate"               |
| 2013      | Missing at 17                                  | Andrew                           | Film TV                                         |
| 2013      | Bienvenue à Elmore                             | Gumball Watterson (voix)         | Vidéo promotionnelle                            |
| 2013–     | Les Goldberg                                   | Chad Kremp                       | Rôle récurrent ; 17 épisodes                    |
| 2014      | About a Boy                                    | Eddie                            | Épisode : "About a Vasectomy"                   |
| 2014–2017 | Le Monde incroyable de Gumball                 | Gumball Watterson/Chi Chi (voix) | Rôle principal ; 92 episodes                    |
| 2015      | Bob l'éponge, le film : Un héros sort de l'eau | Voix additionnelles              | ADR Group Non crédité                           |
| 2015      | Inside Out                                     | Voix additionnelles              |                                                 |
| 2015      | Game Shakers                                   | Landru                           | Épisode : "Trip Steals the Jet"                 |
| 2015      | The boy who cried Fish!                        | Adam                             | Court métrage                                   |
| 2016      | Agent Gumball                                  | Gumball Watterson (voix)         | Jeu vidéo                                       |
| 2016      | Middle School: The Worst Years of My Life      | Miller                           |                                                 |
| 2016      | Bienvenue chez les Loud                        | Andrew (voix)                    | (Saison 1, épisode 37) ; (saison 1, épisode 38) |
| 2017      | The Nerd Posse                                 | Kingston Night                   | Fil TV                                          |
| 2018      | Planeman                                       | Planeman/Jacob (voix)            | Rôle majeur ; Court Métrage                     |
| 2019      | Ours pour un et un pour t'ours                 | Voix additionnelles              | (Saison 4, épisode 13)                          |
| 2019      | Dragons : Les Gardiens du ciel                 | Axel (voix)                      |                                                 |
| 2020      | Free Guy                                       |                                  | Post-production                                 |